# Camponotus leucophaeus
Camponotus leucophaeus é uma espécie de inseto do gênero Camponotus, pertencente à família Formicidae.